# Comté de Clay (Nebraska)
Pour les articles homonymes, voir Comté de Clay.
Le comté de Clay est un comté de l'État du Nebraska, aux États-Unis.
Son siège est la ville de Clay Center.